# Volfrám-trioxid
| Volfrám-trioxid                                                                                                 |                                                   |
| Volfrám-trioxid minta                                                                                           |                                                   |
| |                                                   |
| IUPAC-név | Volfrám-trioxid                                   |
| Más nevek | Volfrám(VI)-oxid                                  |
| Kémiai azonosítók                                                                                               |                                                   |
| CAS-szám | 1314-35-8                                         |
| PubChem | 14811                                             |
| ChemSpider | 14127                                             |
| EINECS-szám | 215-231-4                                         |
| RTECS szám | YO7760000                                         |
| SMILES | O=[W](=O)=O                                       |
| InChI | 1S/3O.W                                           |
| InChIKey | ZNOKGRXACCSDPY-UHFFFAOYSA-N                       |
| UNII | 940E10M08M                                        |
| Kémiai és fizikai tulajdonságok                                                                                 |                                                   |
| Kémiai képlet                                                                                                   | WO3                                               |
| Moláris tömeg                                                                                                   | 231.84 g/mol                                      |
| Megjelenés | Kanárisárga por                                   |
| Sűrűség | 7.16 g/cm3                                        |
| Olvadáspont | 1473 °C                                           |
| Forráspont | 1700 °C                                           |
| Oldhatóság (vízben)                                                                                             | oldhatatlan                                       |
| Oldhatóság | kevéssé oldódik hidrogén-fluoridban[pontosabban?] |
| Mágneses szuszceptibilitás                                                                                      | −15.8·10−6 cm3/mol                                |
| Kristályszerkezet                                                                                               |                                                   |
| Kristályszerkezet                                                                                               | Monoklin, mP32                                    |
| Tércsoport | P121/n1, No. 14                                   |
| Koordinációs geometria                                                                                          | Oktaéderes (WVI) Trigonális planáris (O2–)        |
| Veszélyek |                                                   |
| Főbb veszélyek                                                                                                  | Irritáló                                          |
| Lobbanáspont | Nem gyúlékony                                     |
| Rokon vegyületek                                                                                                |                                                   |
| Azonos kation                                                                                                   | Volfrám-triszulfid                                |
| Azonos anion | Króm-trioxid Molibdén-trioxid                     |
| Ha másként nem jelöljük, az adatok az anyag standardállapotára (100 kPa) és 25 °C-os hőmérsékletre vonatkoznak. |                                                   |

A volfrám-trioxid (WO3) a volfrám egyik oxidja. Világossárga kristályos anyag.
A volfrám-trioxid a természetben hidrátokként fordul elő például a tungsztitban (WO3·H2O), a meymacitban (WO3·2 H2O) és a hidrotungsztitban (a meymacittal azonos összetételű, de néha H2WO4 képlettel szerepel). Ezen ásványok ritka vagy nagyon ritka volfrámásványok.

## Története
1841-ben Robert Oxland kémikus határozta meg először a nátrium-volframát és a volfrám-trioxid előállításának a folyamatait. Munkáját hamarosan szabadalmaztatták, és a volfrámipar alapítójának tartják.

## Szerkezete, tulajdonságai
A volfrám-trioxid kristályszerkezete hőmérsékletfüggő. −50 °C alatt, valamint 17 és 330 °C közt monoklin, −50 és 17 °C közt triklin, 330 és 740 °C közt ortorombos, és 740 °C felett tetragonális.

Tiszta állapotban elektromos szigetelő, de oxigénhiányos változatai, például a WO2,9 (W20O58) sötétkék-lila elektromos vezetők. Ezek előállíthatók a trioxid és a dioxid (WO2) reakciójával 1000 °C-on. A volfrám-trioxid a leggyakrabban monoklin, tércsoportja P21/n.
A szupravezetésre utaló jeleket találtak nátriummal dópolt oxigénhiányos WO3-kristályokban, ahol Tc = 80-90 K. Ha így van, ez lenne az első olyan rezet nem tartalmazó szupravezető, melynek kritikus hőmérséklete magasabb a nitrogén forráspontjánál.

## Előállítás

### Ipari előállítás
A volfrám-trioxid a volfrám ásványaiból történő kinyerése során keletkezik. A volfrámércek lúggal kezelhetők, melyek oldékony volframátokat hoznak létre. Egy másik útvonal a scheelit (CaWO4) HCl-dal való reakciója, mely volfrámsavat állít elő, mely WO3-dá és vízzé bomlik magas hőmérsékleten.
{\displaystyle {\ce {CaWO4 + 2 HCl -> CaCl2 +H2WO4}}}
{\displaystyle {\ce {H2WO4 -> H2O + WO3}}}

### Laboratóriumi
A WO3-szintézis másik gyakori módszere az ammónium-paravolframát kalcinációja oxidáció mellett:
{\displaystyle {\ce {(NH4)10(H2W12O42)*4H2O -> 12WO3 +10NH3 +10H2O}}}

## Használata
A volfrám-trioxid a volframátszintézis kiinduló anyaga. A bárium-volframátot (BaWO4) röntgenkészülékekben használják fényporként. Az alkálifém-volframátok, például lítium- Li2WO4 és cézium-volframát Cs2WO4 sűrű oldatokat adnak, melyek ásványelválasztásra használhatók. További lehetséges vagy megvalósult alkalmazásai például:
- tűzvédelemre[7]
- gáz- és nedvességszenzorként.[1][8]
- kerámiafestékként, mely sárga színt ad neki.[1][6]
- elektrokromatikus üvegként, például okosablakokban, melyek átlátszósága változtatható a feszültségváltozással.[1][9][10]
- fotokatalitikus vízbontáshoz.[11][12][13][14]
- felszínjavított Raman-spektroszkópia esetén nemesfémek helyett.[15][16][17][18]

## Fordítás
Ez a szócikk részben vagy egészben  a   Tungsten trioxide című angol Wikipédia-szócikk fordításán alapul.  Az eredeti cikk szerkesztőit annak laptörténete sorolja fel. Ez a jelzés csupán a megfogalmazás eredetét és a szerzői jogokat jelzi, nem szolgál a cikkben szereplő információk forrásmegjelöléseként.